# اریک گئوررو
اریک گئوررو (انگلیسی: Eric Guerrero؛ زادهٔ ۱۵ مهٔ ۱۹۷۷) کشتی‌گیر اهل ایالات متحده آمریکا است.